# HD 171623
HD 171623，又名BD+18 3740，SAO 103879、HR 6977，是一颗恒星，视星等为5.78，位于銀經47.56，銀緯11.67，其B1900.0坐标为赤經18h 30m 48.5s，赤緯+18° 11.67′ 24″。